# Попович, Коча
Константи́н «Ко́ча» По́пович (серб. Константин «Коча» Поповић / Konstantin «Koča» Popović; 14 марта 1908, Белград — 20 октября 1992, там же) — югославский военный и политический деятель, генерал-полковник ЮНА; начальник Генерального штаба ЮНА (1948—1953), министр иностранных дел СФРЮ (1953—1965), вице-президент СФРЮ (1966—1967); писатель и публицист. Народный герой Югославии (27 ноября 1953).
Попович участвовал в гражданской войне в Испании на стороне Второй Испанской Республики, в Апрельской войне как солдат Югославской королевской армии и в Народно-освободительной войне Югославии на стороне партизан Иосипа Броза Тито, известен среди партизан под прозвищем «Граф» (сербохорв. Гроф / Grof). В послевоенные годы он занимался политикой, но также стал известен как один из основателей белградского футбольного клуба «Партизан».

## Биография

### Ранние годы
Коча Попович родился 14 мая 1908 года в семье промышленника Александра Поповича и Ружи Попович (в девичестве Здравкович). Внук генерала армии Королевства Сербии и академика Стевана Здравковича. Часть детства провёл в Швейцарии, где овладел французским и сербским языками. Окончил гимназию в Белграде, после чего направился служить в югославскую армию. После окончания службы вернулся в Швейцарию, а затем уехал во Францию. В 1929—1932 годах Коча Попович обучался в Сорбонне, изучая юриспруденцию и философию, и успешно окончил университет. Там он увлёкся сюрреализмом, подружившись с Андре Бретоном и Жаном Кокто. До 1941 года Коча писал стихи, занимался публицистикой и составлял отзывы на фильмы.
С юных лет Коча интересовался марксизмом и выражал поддержку рабочему движению, хоть и был из буржуазной семьи. В армии коммунистов преследовали в связи с давлением властей, однако Коча успешно окончил в 1927 году артиллерийскую школу офицеров запаса Войска Королевства Югославии в Сараево и в том же году был произведён в подпоручики артиллерии запаса. С 1933 года состоял в Коммунистической партии Югославии, за что преследовался властями и арестовывался.

### Гражданская война в Испании
С июля 1937 года Коча Попович участвовал в гражданской войне в Испании. Сначала он был простым солдатом, затем стал начальником штаба и командиром артиллерийского дивизиона. Он был произведён в лейтенанты Испанской республиканской армии. Около двух лет он сражался в интернациональных бригадах на всех фронтах, в том числе и в Мадриде. После поражения республиканцев Поповича интернировали французские власти в марте-апреле 1939 года, отправив в лагерь Сен-Сиприен. Некоторое время Попович работал в комитете испанских борцов в Париже. В сентябре 1939 года благодаря помощи партии он вернулся в Югославию, где продолжил свою партийную деятельность по указанию Коммунистической партии Югославии.

### Народно-освободительная война Югославии
Апрельская война стала продолжением борьбы Поповича против фашизма: в апреле 1941 года он, сражаясь в составе югославской армии, попал в плен под Иваницей, но вскоре бежал из тюрьмы. В июле он примкнул к начавшейся Народно-освободительной войне, возглавив Космайский партизанский отряд, а затем и Посавский партизанский отряд. Оба отряда добились значительных успехов летом и осенью 1941 года. Позже Поповича назначили командиром группы отрядов в Шумадии и Западной Сербии.
В ноябре 1941 года Попович руководил обороной, которая обеспечивала отступление Верховного штаба и главных партизанских сил из Сербии в Санджак в разгар Первого антипартизанского наступления. 21 декабря 1941 года была образована 1-я пролетарская ударная бригада, первое регулярное соединение югославских партизан в Рудо, и Попович стал её первым командиром. Он вёл дневник о боевых действиях бригады, который вышел в 1946 году. Под руководством Поповича бригада провела ряд боёв в Восточной Боснии, совершила Игманский марш-бросок и избежала разгрома со стороны немцев, а также совершила поход в Боснийскую Краину. 1 ноября 1942 года Попович возглавил 1-ю пролетарскую дивизию и оставался на должности командира до 5 октября 1943 года.
1-я пролетарская дивизия проявила себя в битве на Неретве, сражаясь на Иван-горе, нанося контрудар Главной оперативной группы под Горни-Вакуфом, обороняя группу и Центральную больницу НОАЮ на линиях Бугойно — Прозор и Купрес — Шуица — Прозор. Однако Поповичу пришлось пережить ещё один трудный момент: провести так называемые «Мартовские переговоры» с немцами об обмене пленными. Попович пользовался своим настоящим именем и фамилией, а участвовавшие в них Милован Джилас и Владимир Велебит — вымышленными.
В битве на Сутьеске 9 и 10 июня 1943 года 1-я пролетарская дивизия прорвала окружение 369-й хорватской пехотной дивизии вермахта под Билановацем, затем 12 июня на линии Фоча — Калиновик и 17 июня на линии Прача — Реновица, чем открыла путь оперативной группе дивизий НОАЮ к Сутьеске. Однако в ходе этой операции партизаны потеряли много убитыми и ранеными, за что Коча Попович чуть не попал под трибунал, поскольку его действия расценили как самоуправство, приведшее к потере связи с Верховным штабом НОАЮ, и даже как трусость и попытку бегства с поля боя.
1 мая 1943 года были введены воинские звания и знаки различия в Народно-освободительной армии Югославии. Вследствие этого Коче Поповичу, Косте Надю и Пеко Дапчевичу были присвоены звания генерал-майоров, а 1 ноября — генерал-лейтенантов. 5 октября 1943 года Попович возглавил 1-й пролетарский армейский корпус, которым командовал до конца июля 1944 года. Корпус вёл бои против 15-го горного корпуса вермахта в Центральной Боснии,участвуя в первой Баня-Лукской операции, операции «Ход конём» и других сражениях.
В июле 1944 года Попович был назначен командиром Главного штаба НОАЮ в Сербии: в то время решающие сражения на территории Югославии шли уже в Сербии с участием почти всех стран-участниц европейского театра военных действий. Некоторое время Попович руководил южной группой дивизий (2-я армейская группа НОАЮ, куда входили 13-й корпус с 4 дивизиями и 14-й корпус с 3 дивизиями). Коча Попович и Пеко Дапчевич руководили югославскими войсками во время Белградской наступательной операции РККА.
1 января 1945 года Попович возглавил 2-ю югославскую армию, в штаб которой вошли генерал-майор Радован Вуканович как помощник генерала Поповича, полковник Блажо Ломпар как политрук и генерал-майор Любо Вучкович как начальник штаба армии. В состав армии вошли 17-я восточнобоснийская, 23-я и 25-я сербские, 28-я славонская и 45-я сербская дивизии, также штабу армии в оперативном отношении был подчинён 3-й боснийский армейский корпус. Армия участвовала в заключительных боях за освобождение Югославии, действуя в направлении Ужице — Сараево — Баня-Лука — Карловац — Загреб.
Во время войны Попович входил в главные политические представительные органы коммунистического движения. Он участвовал в Первом и Втором заседаниях Антифашистского вече народного освобождения Югославии.

### После войны
После окончания войны Коча Попович продолжил службу в Югославской народной армии и с 15 сентября 1948 по 27 января 1953 года был начальником Генерального штаба ЮНА. 2 августа 1947 года он получил звание генерал-полковника, а 27 апреля 1953 года был отправлен в запас, уступив пост начальника Генерального штаба Пеко Дапчевичу. За это время Попович настоял на сокращении советских военных советников в Югославской армии — их число было уменьшено на 60 %.
Попович был депутатом Учредительной скупщины Демократической Федеративной Югославии и депутатом Временной народной скупщины Югославии. С 1945 года он регулярно избирался в Союзную народную скупщину и Народную скупщину Социалистической Республики Сербия. С 15 января 1953 года по 23 апреля 1965 года он был членом Союзного исполнительного вече и государственным секретарём (министром) иностранных дел. В последней должности Попович посетил множество стран мира, участвуя в переговорах от лица СФРЮ, и возглавлял югославскую делегацию на заседаниях ООН. Благодаря своей активности и отстаиванию принципов активного и миролюбивого сосуществования Попович внёс большой вклад в международное признание Югославии.
В 1966—1967 годах Попович был вице-президентом СФРЮ. Избирался в ЦК Союза коммунистов Югославии на VI, VII и VIII Конгрессах партии, с октября 1966 года был членом Президиума ЦК СКЮ. Он входил в первый ЦК Коммунистической партии Сербии. На IX Конгрессе Союза коммунистов Югославии избран в постоянный состав Конференции СКЮ. Входил в Союзный комитет Союза объединений бойцов Народно-освободительной войны Югославии, с 1966 по 1982 годы входил в Исполнительный комитет Социалистического союза трудового народа Югославии, Совет Федерации СФРЮ и Совет народной обороны СФРЮ.
В 1971 году Попович вошёл в состав группы из 22 человек, образовавшей новое югославское коллективное руководство. Однако после так называемой «чистки либералов» 3 ноября 1972 года его отправили в отставку, после чего Попович окончательно прекратил всякую политическую активность. 9 мая 1985 года к 40-летию победы над немецко-фашистскими захватчиками Президиум СФРЮ предложило произвести Поповича и Дапчевича в генералы армии в знак признания их заслуг в войне, но оба отказались от этого.
Коча Попович состоял дважды в браке. Первой его супругой была Вероника (Вера) Бакотич, с которой он развёлся после войны. Второй его женой была Лепосава (Лепа) Перович, участница Народно-освободительной войны Югославии с 1941 года из Баня-Луки. Детей у Поповича не было. Последние годы жизни он провёл в Белграде и умер 20 октября 1992 года. Его похоронили на Аллее почётных граждан на Новом кладбище Белграда.
К 70-летию освобождения Белграда городская скупщина 18 сентября 2014 года переименовала Загребскую улицу в общине Савски-венац в честь Кочи Поповича.